# Wiosenna bujność traw
Wiosenna bujność traw (ang. Splendor in the Grass) – amerykański melodramat z 1961 roku w reżyserii Elii Kazana. Film był nominowany w dwóch kategoriach do Oscara i otrzymał jedną statuetkę za najlepszy scenariusz. Zdjęcia kręcono w Nowym Jorku.

## Opis fabuły
Bud (Warren Beatty), chłopak z wyższych sfer zakochuje się w Wilmie (Natalie Wood). Dziewczyna wydaje się dla niego nieodpowiednia, gdyż nie ma pozycji społecznej równej rodzinie Buda. Dlatego też rodzice Buda, państwo Stamperowie, aby zapobiec mezaliansowi, postanawiają, dla dobra obojga, zakończyć ich uczucie. Wilma nie wytrzymuje napięcia psychicznego i zostaje poddana leczeniu w szpitalu psychiatrycznym. Tymczasem młodsza siostra Buda, Ginny (Barbara Loden), postanawia buntować się przeciwko agresywnej ojcowskiej opiekuńczości.

## Obsada
- Natalie Wood – Wilma Dean 'Deanie' Loomis
- Warren Beatty – Bud Stamper
- Pat Hingle – Ace Stamper
- Audrey Christie – pani Loomis
- Barbara Loden – Ginny Stamper
- Zohra Lampert – Angelina
- Fred Stewart – Del Loomis
- Joanna Roos – pani Stamper
- John McGovern – Doc Smiley
- Jan Norris – Juanita Howard
- Martine Bartlett – panna Metcalf
- Gary Lockwood – Toots
- Sandy Dennis – Kay
- Crystal Field – Hazel
- Marla Adams – June

## Nagrody
- Oscar:
  - William Inge − nagroda za najlepszy scenariusz oryginalny
  - Natalie Wood − nominacja dla najlepszej aktorki pierwszoplanowej.

- BAFTA:
  - Natalie Wood − nominacja dla najlepszej aktorki zagranicznej (Stany Zjednoczone)

- Złoty Glob:
  - Natalie Wood − nominacja dla najlepszej aktorki w filmie dramatycznym
  - Warren Beatty − nominacja dla najlepszego aktora w filmie dramatycznym
  - nominacja dla najlepszego filmy dramatycznego